# Resultados do Carnaval de Campos dos Goytacazes em 2014
O Campos Folia 2014 que acontece no dias 25, 26 e 27 de Abril, no Sambódromo Rubinho Chebabe. sendo o último carnaval brasileiro nesse ano. que também contará com as convidadas Imperatriz, União da Ilha e Unidos da Tijuca. cuja apuração será realizada no dia 29 de Abril.

## Escolas de samba

### Grupo Especial
| Pos | Escolas            | Pts   | Classificação ou rebaixamento | Ref               |
| --- | ------------------ | ----- | ----------------------------- | ----------------- |
| 1   | Madureira do Turfe | 1,75  | Campeã de 2014                | [ 6 ] [ 7 ] [ 8 ] |
| 2   | Ururau da Lapa     | 1,75  |                               | [ 6 ] [ 7 ] [ 8 ] |
| 3   | União da Esperança | 169,5 | [ 6 ] [ 7 ] [ 8 ]             |                   |
| 4   | Mocidade Louca     | 168   | [ 6 ] [ 7 ] [ 8 ]             |                   |
| 5   | Onça no Samba      | 158,5 | [ 6 ] [ 7 ] [ 8 ]             |                   |
| 6   | Ás de Ouro         | 135   | Grupo de acesso em 2015       | [ 6 ] [ 7 ] [ 8 ] |

### Grupo de acesso
| Pos | Escolas           | Pts              | Classificação ou rebaixamento | Ref                |
| --- | ----------------- | ---------------- | ----------------------------- | ------------------ |
| 1   | Boi Sapatão       |                  | Grupo Especial em 2015        | [ 6 ] [ 7 ] [ 8 ]  |
| 2   |                   |                  | [ 6 ] [ 7 ] [ 8 ]             |                    |
| 3   | [ 6 ] [ 7 ] [ 8 ] |                  |                               |                    |
| 4   | [ 6 ] [ 7 ] [ 8 ] |                  |                               |                    |
| 5   | Os Independentes  | Desclasssificada | Desclasssificada              | [ 8 ] [ 9 ] [ 10 ] |

## Blocos

### Grupo Especial
| Pos | Escolas                  | Pts | Classificação ou rebaixamento | Ref                |
| --- | ------------------------ | --- | ----------------------------- | ------------------ |
| 1   | Os Psicodélicos          | 166 | Campeã de 2014                | [ 6 ] [ 7 ] [ 11 ] |
| 2   | Caprichosos de Guarus    | 152 |                               | [ 6 ] [ 7 ] [ 11 ] |
| 3   | Castelo do Parque Aurora | 150 | [ 6 ] [ 7 ] [ 11 ]            |                    |
| 4   | Chuva de Ouro            | 150 | [ 6 ] [ 7 ] [ 11 ]            |                    |
| 6   | Juventude da Baleeira    | 130 | Grupo de acesso em 2015       | [ 6 ] [ 7 ] [ 11 ] |

### Grupo de acesso
| Pos | Escolas         | Pts | Classificação ou rebaixamento | Ref                |
| --- | --------------- | --- | ----------------------------- | ------------------ |
| 1   | Unidos do Capão |     | Grupo Especial em 2015        | [ 6 ] [ 7 ] [ 11 ] |
| 2   | União Feliz     |     | [ 6 ] [ 7 ] [ 11 ]            |                    |